# Concile de Rome (769)
Pour les articles homonymes, voir Concile de Rome.

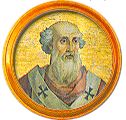
Médaillon du pape Étienne II (anciennement III) dans la basilique de Saint-Paul-hors-les-Murs.

Le Concile de Rome est appelé aussi concile régional du Latran.

## Le concile
Ce concile régional se tient le 12 avril 769 au Latran sous la présidence du pape Étienne III. Il retire l'élection du pape aux laïcs, annule les actes de l'antipape Constantin II et condamne l’iconoclasme. Charlemagne y envoie douze évêques dont ceux d’Arles et d’Avignon, Ratbert et Joseph, ainsi que Gislebert, évêque de Noyon-Tournai.